# أليس ديل
أليس ديل (بالإنجليزية: Alice Diehl) (1844، أفيلاي في المملكة المتحدة - 13 يونيو 1912)؛ عازفة بيانو وروائية بريطانية.